# Blue bottle

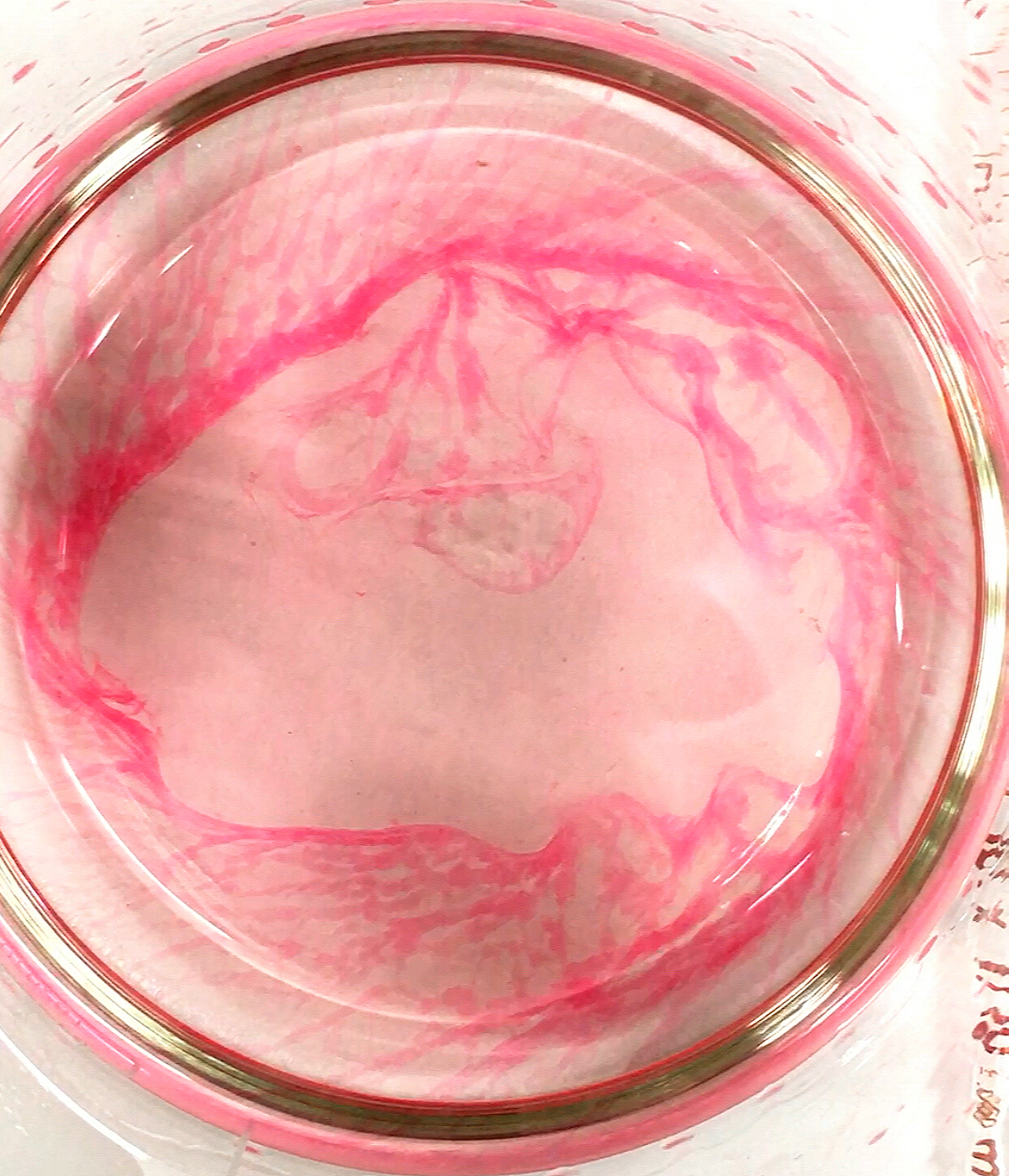
Proceso químico conocido como "Blue Bottle» en proceso rosado

Blue bottle (en español, 'botella azul'), es un proceso químico que consiste en colocar en un frasco cerrado una solución acuosa que contiene glucosa, hidróxido de sodio y azul de metileno. Este experimento es una demostración química clásica y puede ser utilizada en cursos de laboratorio como un experimento de química general. La reacción emplea otros azúcares reductores, además de la glucosa y también otros colorantes reductores o reactivos indicadores. 

## Etapas
La solución acuosa en la reacción clásica contiene glucosa, hidróxido de sodio y el azul de metileno. En la primera etapa se forma el enolato de la glucosa. El siguiente paso es una reacción redox del enolato con azul de metileno. La glucosa se oxida a ácido glucónico, que en solución alcalina se presenta en forma de gluconato de sodio. El azul de metileno se reduce a azul de leucometileno incoloro. 
Si hay suficiente oxígeno disponible, el azul de leucometileno se vuelve a oxidar a azul de metileno y el color azul de la solución se restaura. La disponibilidad de oxígeno se incrementa agitando la solución. 
Otros productos de oxidación de la glucosa, además de gluconato de sodio que figuran en este proceso son D-arabino-hexos-2-ulosa (glucosona)y el anión de D-arabinonato después de la división de un anión formiato y ácido arabinónico.